# Эффект спускового крючка
«Эффект спускового крючка» (англ. The Trigger Effect) — американский триллер 1996 года, режиссёра и сценариста Дэвида Кеппа. В ролях: Кайл Маклахлан, Элизабет Шу, Дермонт Малруни. Фильм следует за опускающимся по спирали обществом во время широко распространённого и очень долгого отключения электричества в Калифорнии.

## Сюжет
Энни и Мэттью молодая пара находит своего маленького ребёнка кричащего с высокой температурой и ушной болью. Мэттью вызывает
врача тот обещает позвонить фармацевту чтобы выписал рецепт на следующий день. Однако ночью просыпаются соседи из-за массового отключения электричества. Когда на следующий день Мэтью посещает фармацевта он не может получить требуемое лекарство из-за отсутствия света. Мэттью крадёт лекарство когда аптекарь не смотрит.
Из-за постоянного отсутствия света происходят социальные волнения приводящие Мэттью и его лучшего друга Джо к покупке оружия.
Когда нарушитель врывается в дом пары ночью, двое друзей преследуют его на улице, где сосед застреливает нарушителя. Соседи скрывают факт, что больной нарушитель не был вооружён.
Отключение света, происходящее в это время, охватывает массивную (но неопределенную) территорию, производя больше хаоса.
Группа решает бежать к дому родителей Энни, находящимуся в 530 милях (850 км.). У них недостаточно топлива чтобы проделать весь путь. Они останавливаются у брошенной машины, надеясь отобрать некоторое количество топлива. Мужчина находится на заднем сиденье автомобиля. Джо замечает, что у него пистолет, так он возвращается к их собственному транспорту, чтобы взять своё ружьё. Джо нацеливает ружьё на человека чтоб спугнуть его, но мужчина стреляет в Джо и угоняет их транспорт.
Мэттью час идёт к фермерскому дому, чтобы попытаться получить помощь своей семье. Вначале владелец отказывается помочь ему так как не доверяет. Мэттью берет ружьё и возвращается к дому, надеясь угнать машину. Мэттью вламывается чтобы забрать ключи от машины. В результате происходит ничья между владельцем дома и Мэттью. Когда юная дочь мужчины входит в комнату, Мэттью становится любезным и понимает чего не хватало со времени начала отключения света, опуская оружие. Мужчина соглашается помочь Мэттью.
Общество возвращается в своё нормальное состояние, появляется электрическая энергия, хотя Энни, Мэттью и их соседи отчасти другие из-за приобретённого опыта.

## В ролях
- Кайл Маклахлен — Мэттью
- Элизабет Шу — Энни Кей
- Дермот Малруни — Джо
- Ричард Т. Джонс — Рэймонд
- Билл Смитрович — Стеф, сосед Энни и Мэттью
- Майкл Рукер — Гэри
- Джек Ноузуорти[англ.]— бродяга
- Ричард Шифф — продавец  в оружейном магазине